# Mazda MX sportif
Le Mazda MX Sportif est un concept car du constructeur automobile Japonais Mazda, présenté au salon de Genève en 2003.
Il s'agit d'une citadine compacte, son design s'inscrit dans l'esprit Zoom-Zoom de Mazda, il préfigure la Mazda 3 (BK) de première génération.
Il est motorisé par un quatre cylindres de 2 litres de 150 ch, associé à une boite manuelle à cinq rapports.